# Tournette
La Tournette (2.351 m s.l.m.) è una montagna delle Prealpi dei Bornes nelle Prealpi di Savoia. Si trova nell'Alta Savoia.
La montagna è collocata ad est del lago di Annecy.
Si può salire sulla vetta partendo da Montmin.